# Wolseong-dong, Daegu
Wolseong-dong (koreanska: 월성동) är en stadsdel i staden Daegu i den centrala delen av Sydkorea, 240 km sydost om huvudstaden Seoul. Den ligger i stadsdistriktet Dalseo-gu.

## Indelning
Administrativt är Wolseong-dong indelat i:
| Namn    | Namn                | Yta km² | Invånare 31 dec 2020 |
| ------- | ------------------- | ------- | -------------------- |
| 월성1동 | Wolseong 1(il)-dong | 2,57    | 43 998               |
| 월성2동 | Wolseong 2(i)-dong  | 6,30    | 17 455               |